# Cornelius Coe
Cornelius Coe (nacido el 17 de septiembre de 1975) fue un antiguo especialista defensivo de fútbol americano que jugó cuatro temporadas en la Arena Football League con los Indiana Firebirds y con Los Angeles Avengers. Jugó al fútbol americano universitario en la Northern Michigan University. También fue miembro de [ ]los Quad City Steamwheelers y de los Peoria Pirates.

## Fútbol americano universitario
Coe jugó al fútbol americano universitario con los Northern Michigan Wildcats. Registró un total de 291 entradas y 10 intercepciones durante cuatro años para los Northern Michigan Wildcats. Fue también dos veces selección de la Primera Defensa ALL-MIFC y dos veces nombrado Excelente Defensa Posterior de Northern Michigan. Coe dirigió los Wildcats en su último año con 102 entradas, incluyendo 13 pérdidas.

## Carrera profesional

### Quad City Steamwheelers
Coe jugó para los Quad City Steamwheelers de la af2 en 2000. Había jugado anteriormente para los Peoria Pirates de la Indoor Football League. Ayudó a los Steamwheelers a ganar por 19-0 la ArenaCup I. Coe fue nombrado Jugador Defensivo af2 del Año después de liderar la liga con 169 entradas y también liderando con seis recuperaciones de balón suelto. Fue atado por tercero en af2 con nueve intercepciones y segundo con dos balones sueltos forzados.

### Indiana Firebirds
Coe firmó con los Indiana Firebirds el 22 de enero de 2001. Jugó para los Firebirds desde 2001 hasta 2002, ganando los honores Second Team All-Arena y All-Rookie Team en 2001.

### Los Angeles Avengers
Coe firmó con Los Angeles Avengers el 15 de marzo de 2003. Fue colocado a la izquierda de la lista de convocados el 20 de febrero de 2004. Fue liberado por los Avengers el 24 de noviembre de 2004.

## Vida personal
Coe fue condenado por múltiples cargos por delitos graves relacionados con cocaína en febrero de 2004.